# یوکی توما
یوکی توما (ژاپنی: 東間 勇気؛ زادهٔ ۲۹ مارس ۱۹۸۷) یک بازیکن فوتبال اهل ژاپن است.
از باشگاه‌هایی که در آن بازی کرده‌است می‌توان به باشگاه فوتبال ونتفورت کوفو اشاره کرد.